# Sh2-80
Sh2-80 est une région H II visible dans la constellation de la Flèche.
Elle est située dans la partie ouest de la constellation, à une courte distance de la frontière avec l'Aigle et à la jonction de l'amas du Cintre et de l'étoile ζ Aquilae. Elle s'étend pendant 2 minutes d'arc en direction d'une région de la Voie lactée avec de riches champs d'étoiles en arrière-plan. La période la plus propice à son observation dans le ciel du soir se situe entre juin et novembre. Étant à environ 16° de l'équateur céleste, elle peut être observée depuis toutes les régions peuplées de la Terre, bien que les observateurs de l'hémisphère nord soient plus avantagés.
C'est une nébuleuse bulle qui entoure l'étoile Wolf-Rayet WR 124, également connue sous le nom d'étoile de Merrill ou par l'acronyme d'étoile variable QR Sge. La magnitude apparente de cette étoile est égale à 11,5 et sa distance a été estimée à environ 3 350 pc (∼10 900 al), bien que d'autres estimations indiquent une distance d'environ 6 400 pc (∼20 900 al). Cette nébuleuse a été générée par l'expulsion de matière de la surface de l'étoile, un phénomène typique des étoiles Wolf-Rayet, à tel point que nombre d'entre elles sont entourées d'enveloppes nébuleuses. L'expansion de Sh2-80 a été calculée autour de 42-46 km/s. Des études et des catalogues datés des années 80 et 90 font référence à cette nébuleuse comme une nébuleuse planétaire, comme en témoignent également les nomenclatures alternatives présentes dans la base de données SIMBAD. Dans le même catalogue Sharpless, il y a une annotation indiquant la possibilité que des traits d'un nébuleuse planétaire.